# Genesarets sjö (sång)
Genesarets sjö är en sång skriven och framförd av den svenske musikern Kjell Höglund. Sången utgavs 1984 på albumet Tidens tecken, och släpptes också på en maxisingel tillsammans med Höglunds låt "Getsemane" samma år. Låten är producerad av Thomas Almqvist och är en av Höglunds både mest kända och omtyckta verk. Höglund själv har sagt att han är oförstående till låtens popularitet, då han själv beskriver den som "ganska knepig" och säger att han "inte följer med själv".
Texten refererar (bland annat) till en konstutställning (Vi är många som är här på vernissage/och vi dricker lite portvin och tuggar kex/det blåser på Genesarets sjö/och likaså på Galerie Bleue).
2018 spelade Markus Krunegård in en egen version av låten släppt exklusivt på Spotify som en så kallad "Spotify Single".
2025-08-12 hade VSK-supportrarna under en fotbollsmatch i Superettan en banderoll med texten "Vi dricker lite portvin och tuggar kex", en anspelning på att Örebro SK kallas "kexen".